# 야누아리오
성 야누아리오(라틴어: Sanctus Ianuarius)는 나폴리의 주교이자 로마 가톨릭교회의 순교자 및 성인이다. 그의 인생에 대한 당시 어떤 자료도 남아있지 않지만, 후대에 전해지는 바에 의하면, 로마 황제 디오클레티아누스가 305년 퇴위하면서 종식된 기독교 대박해 기간(디오클레티아누스 핍박) 동안에 순교한 것으로 보인다.
야누아리오는 나폴리의 수호성인이기도 하다. 1년에 세 번 나폴리 대성당에서는 사람들에게 봉인된 앰풀에 들어있는 성 야누아리오의 피를 보여주고 있다.

## 약력

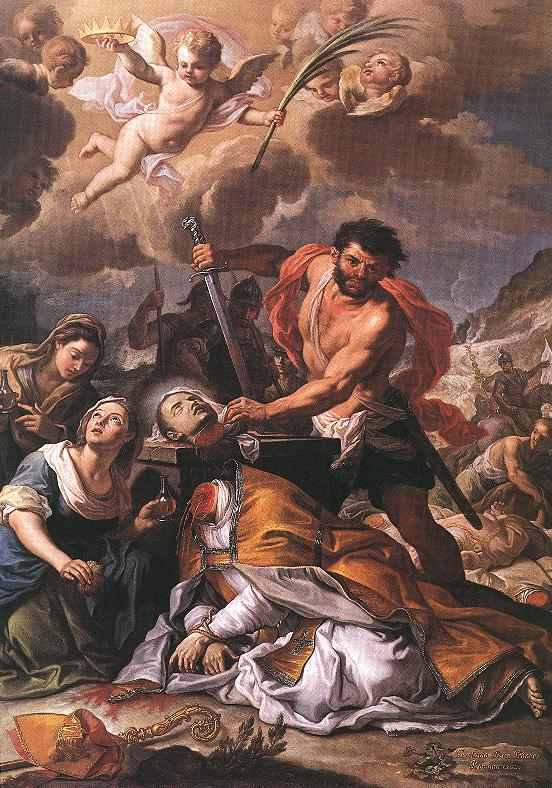
지롤라모 페세가 그린 ‘성 야누아리오의 순교’

야누아리오의 생애 전반에 대해서는 알려진 바가 거의 없다. 그나마 전해지는 이야기도 《Acta Bononensia》(BHL 4132, 6세기 이후)와 《Acta Vaticana》(BHL 4115, 9세기) 같은 후대 기독교 문헌과 후대에 발전한 민간전승이 대부분이다.
야누아리오에 대한 자료 가운데 현존하는 가장 오래된 자료는 432년 놀라의 우라니오 주교의 서신이다. 이 서신에는 그의 스승이었던 놀라의 성 바울리노의 죽음에 대해 이야기하고 있는데, 431년 바울리노가 선종하기 3일 전에 성 야누아리오와 성 마르티노의 영혼이 그에게 나타났다는 기록이 나와 있다. 이 서신에서는 야누아리오를 간략하게 ‘순교자이며 주교였으며, 나폴리 교회의 중요한 사람이었다.’라고만 언급하고 있다. 《Acta Bononensia》에는 “이탈리아 남부의 캄파냐 주는 영광스럽게도 디오클레티아누스 황제에 의해 체포되어 참수당한 베네벤툼의 주교 야누아리오와 그의 부제인 페스토, 독서자 데시데리오 그리고 미세눔 교회의 부제 소시오와 포추올리의 부제 프로쿨로 등의 거룩한 순교자들을 함께 기념하고 있다.”라는 기록이 있다.

### 후대 전승
여러 기독교 전승에 의하면, 야누아리오는 베네벤토 지역의 부유한 로마 귀족 가문의 아들로 태어났다고 한다. 그의 집안은 삼니움의 카우디니 부족의 후계자라고 한다. 15세 때, 야누아리오는 자신의 본당인 베네벤토 성당의 교구 사제가 되었다. 그가 성직자가 되기 위해 공부했을 때 니코메디아의 율리아나와 성 소시오가 많은 도움을 주었다. 20세 때에 야누아리오는 나폴리의 주교로 착좌하였다.
로마 황제 디오클레티아누스가 1년 6개월에 걸쳐 기독교를 박해한 시기에 야누아리오는 그리스도인 형제들이 발각되는 것을 미연에 방지하고자 그들을 몰래 피신하여 숨겨주었다. 하지만 불행하게도 이미 체포되어 감옥에 갇힌 소시오를 면회하러 갔을 때, 그 또한 병사들에게 잡혀 구금되었다. 야누아리오는 다른 기독교인 형제들과 함께 포추올리의 플라비아누스 원형경기장에서 야생 곰 앞에 던져지는 판결을 받았지만, 대중의 소요를 우려하여 포추올리 인근의 솔파타라 분화구에서 참수형을 받았다. 또 다른 전승에서는 야누아리오가 동료들과 함께 체포되어 맹수들에게 던져졌으나, 맹수들이 공격하려 하지 않으므로, 관리들은 그들을 끌어다가 목을 베었다고 전해진다.

## 유해

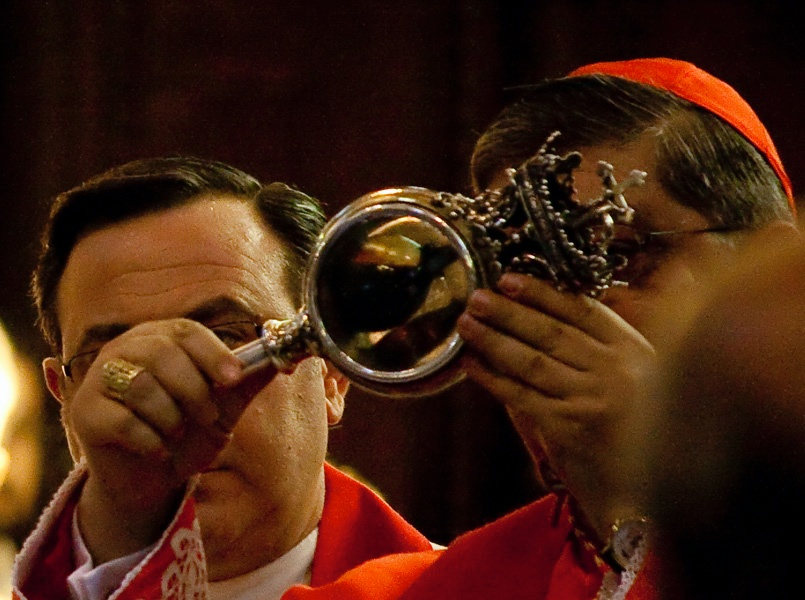
성 야누아리오의 피를 모신 앰풀

초기 성인전에 의하면, 성 야누아리오의 유해는 나폴리의 주교 성 세베로에 의해 나폴리 성 밖에 있는 카타콤베인 ‘엑스트라 모에니아(extra moenia)’로 옮겨졌다. 10세기 초에 성 야누아리오의 두개골은 나폴리에 남고, 몸은 따로 베네벤토 공작 시코에 의해 베네벤토로 옮겨졌다. 세월이 흘러 프리드리히 바르바로사 치세에 혼란스런 와중에 야누아리오의 몸은 계속해서 옮겨졌으며, 1480년 몬테베르지네에 있는 대수도원에 발견되었다.
추기경 올리비에로 카라파가 앞장서서 마침내 야누아리오의 몸은 1947년 나폴리로 다시 이송되었다. 그리하여 야누아리오는 나폴리의 수호성인이 되었다. 카라파 추기경은 야누아리오의 머리와 몸통을 다시 붙이고 나폴리 대성당의 지하묘역에 안치하였다. 나폴리 대성당의 지하묘역은 1506년에 공사를 마쳤으며, 르네상스 후기의 뛰어난 예술작품 가운데 하나로 손꼽힌다.

## 피의 기적
성 야누아리오는 피의 기적으로 유명한 성인이기도 하다. 성 야누아리오의 피는 세월이 흘러 딱딱하게 굳어 응고되어 있지만, 때에 따라서 빨간 피의 액화된 상태로 변형되는 현상을 일으키고 있다. 전해지는 이야기에 따르면, 에우세비아라는 이름의 여성이 성 야누아리오가 참수당하면서 흘린 피를 유리병에 담아 정성스럽게 보관했으며, 이것이 오늘날까지 이르렀다고 전해진다. 나폴리 대성당에서는 성 야누아리오를 기념하여 1년에 세 차례의 축제를 지낸다. 즉, 성 야누아리오의 축일인 9월 19일, 성 야누아리오가 나폴리의 수호성인으로 지정된 12월 16일 그리고 성 야누아리오의 머리와 몸통이 다시 재결합한 날인 5월의 첫 번째 토요일 등이다. 이날마다 수많은 사람이 피의 기적을 보기 위해 나폴리 대성당으로 몰려든다. 사제가 성 야누아리오의 혈액이 들어간 앰풀을 들어 사람들에게 보여주는데, 때에 따라서 딱딱하게 굳은 혈액이 액체 상태로 변한다. 그러면 사제는 테 데움을 장엄하게 선포한다.
이러한 피의 기적으로 인하여 나폴리는 ‘피의 도시(urbs sanguinum)’라는 명칭으로도 불리지만, 사실 피의 기적은 성 야누아리오에 한정된 것만은 아니다. 성녀 파트리치아와 산 그레고리오 알메노 수도원에 있는 성 요한 세례자 그리고 라벨로에 있는 성 판텔레온의 피 역시 성 야누아리오의 피와 마찬가지로 평상시에는 응고되어 있다가 일정한 시기가 되면 액화되는 기이한 현상을 일으키고 있다.

## 같이 보기
- 나폴리 대성당
- 성 야누아리오 기사단